# Guy Roux
Guy Roux (wym. [ɡi ʁu], ur. 18 października 1938 w Colmarze) – francuski piłkarz grający na pozycji obrońcy, trener piłkarski. Przez ponad czterdzieści lat (1961–2005) prowadził AJ Auxerre.

## Kariera piłkarska
Guy Roux w czasie kariery piłkarskiej reprezentował barwy klubów: AJ Auxerre (1954–1957), FC Stade Poitevin (1957–1958), FC Limoges (1958–1961), AJ Auxerre (1961–1962 i 1962–1970). Karierę zakończył po wywalczeniu awansu przez AJ Auxerre do Division Nationale w sezonie 1969/1970.

## Kariera trenerska
Guy Roux jeszcze w trakcie kariery piłkarskiej rozpoczął karierę trenerską. W latach 1961–2005 trzykrotnie został trenerem AJ Auxerre (1961–1962, 1964–2000, 2001–2005). W tym okresie z drużyny występującej w regionalnych rozgrywkach Burgundii (czwarty poziom) uczynił jednym z najlepszych zespołów we Francji oraz czołowych zespołów w Europie. W sezonie 1969/1970 uzyskał awans do Division Nationale, a w sezonie 1973/1974 awansował do Division 2.
W sezonie 1978/1979 dotarł do finału Pucharu Francji, w którym ulegli po dogrywce na Parc des Princes w Paryżu z FC Nantes 4:1, a w sezonie 1979/1980 uzyskał historyczny awans do Première Division i od tego momentu AJ Auxerre zaczął odnosić sukcesy w krajowych i europejskich rozgrywkach. Zespół pod wodzą Rouxa zdobył w sezonie 1995/1996 pierwsze w swojej historii mistrzostwo Francji, czterokrotnie zajął 3. miejsce w Première Division (1984, 1991, 1994, 2002), czterokrotnie zdobył Puchar Francji (1994, 1996, 2003, 2005), dotarł w sezonie 1992/1993 do półfinału Pucharu UEFA, w którym ulegli niemieckiej Borussii Dortmund (0:2, 2:0 k. 5:6), triumfował w Pucharze Intertoto 1997 po pokonaniu w finale z niemieckim MSV Duisburg (0:0, 2:0) oraz w sezonie 1999/2000 dotarł do finału tych rozgrywek, jednak w finale ulegli niemieckiemu VfB Stuttgart (0:2, 1:1), a także dwukrotnie zdobywał Coppa delle Alpi (1985, 1987).
Roux uważał, że silna infrastruktura ma kluczowe znaczenie dla długoterminowego sukcesu. W 1980 roku odrzucił możliwość podpisania kontraktu z napastnikiem reprezentacji Francji – Olivierem Rouyerem na rzecz otwarcia nowoczesnej akademii młodzieżowej, dzięki czemu AJ Auxerre stał się znany na całym świecie jako akademia dla najlepszych graczy, gdyż karierę rozpoczynali uznani piłkarze, tacy jak m.in.: Éric Cantona, Basile Boli, Alain Goma, Frédéric Darras, Pascal Vahirua, Raphael Guerreiro, Stéphane Mazzolini, Djibril Cissé, Philippe Mexès, Teemu Tainio. Za kadencji Rouxa klub reprezentowali m.in.: Laurent Blanc, Enzo Scifo oraz polscy piłkarze: Paweł Hajduczek, Paweł Janas, Zbigniew Kaczmarek, Andrzej Szarmach, Henryk Wieczorek, Piotr Włodarczyk, Andrzej Zgutczyński.
W 2000 roku za wybitne osiągnięcia, doskonałość zawodową i wzorowe cechy osobiste został uhonorowany Nagrodą Prezydenta UEFA.
Guy Roux po sezonie 2004/2005 po ponad 2000 meczach, tym 890 meczach w Ligue 1 odszedł z klubu, po czym trenerem AJ Auxerre został Jacques Santini, jednak po dwóch latach wznowił karierę trenerską, podpisując w czerwcu 2007 roku dwuletni kontrakt z RC Lens, jednak 25 sierpnia 2007 roku po porażce 2:1 w domowym meczu ligowym z RC Strasbourg oraz po 4 meczach (2 remisy, 2 porażki) zrezygnował z funkcji trenera i ostatecznie w wieku 68 lat przeszedł na emeryturę.

## Życie prywatne
Guy Roux słynie z czapek z pomponami i źle dopasowanych dresów oraz z zamiłowania do lokalnych win Chablis.

## Statystyki trenerskie
| Drużyna    | Od         | Do         | Wyniki | Wyniki | Wyniki | Wyniki | Wyniki  |
| Drużyna    | Od         | Do         | M      | Z      | R      | P      | % Zwyc. |
| ---------- | ---------- | ---------- | ------ | ------ | ------ | ------ | ------- |
| AJ Auxerre | 1961       | 05.06.2005 | 890    | 375    | 256    | 259    | 42,13   |
| RC Lens    | 05.06.2007 | 25.08.2007 | 4      | 0      | 2      | 2      | 0,00    |
| Ogólnie    | Ogólnie    | Ogólnie    | 894    | 375    | 258    | 261    | 41,95   |

## Sukcesy

### Zawodnicze
AJ Auxerre
- Awans do Division Nationale: 1970

### Szkoleniowe
AJ Auxerre
- Mistrzostwo Francji: 1996
- 3. miejsce w Première Division: 1984, 1991, 1994, 2002
- Puchar Francji: 1994, 1996, 2003, 2005
- Finał Pucharu Francji: 1979
- Półfinał Pucharu UEFA: 1993
- Puchar Intertoto: 1997
- Finał Pucharu Intertoto: 1997
- Awans do Division Nationale: 2000
- Awans do Division 2: 1974
- Coppa delle Alpi: 1985, 1987

### Indywidualne
- Trener Roku Ligue 1: 1996
- Nagroda Prezydenta UEFA: 2000

### Odznaczenia
- Kawaler Legii Honorowej: 1999[1]
- Oficer Legii Honorowej: 2008[2]